# Moustier-en-Fagne
Moustier-en-Fagne és un municipi francès, situat a la regió dels Alts de França, al departament del Nord. L'any 2006 tenia 73 habitants. Limita amb els municipis Eppe-Sauvage, Baives i Wallers-en-Fagne.

## Demografia
| Evolució de la població Ehess i INSEE |      |      |      |      |      |      |      |      |
| 1793                                  | 1800 | 1806 | 1821 | 1831 | 1836 | 1841 | 1846 | 1851 |
| 184                                   | 166  | 171  | 193  | 264  | 263  | 275  | 281  | 260  |

| 1856 | 1861 | 1866 | 1872 | 1876 | 1881 | 1886 | 1891 | 1896 |
| ---- | ---- | ---- | ---- | ---- | ---- | ---- | ---- | ---- |
| 235  | 195  | 181  | 169  | 186  | 172  | 172  | 149  | 131  |

| 1901 | 1906 | 1911 | 1921 | 1926 | 1931 | 1936 | 1946 | 1954 |
| ---- | ---- | ---- | ---- | ---- | ---- | ---- | ---- | ---- |
| 118  | 116  | 115  | 102  | 118  | 116  | 104  | 106  | 93   |

| 1962 | 1968 | 1975 | 1982 | 1990 | 1999 | 2006 | 2011 | 2016 |
| ---- | ---- | ---- | ---- | ---- | ---- | ---- | ---- | ---- |
| 87   | 72   | 70   | 72   | 67   | 72   | -    | -    | -    |

| 2019 | - | - | - | - | - | - | - | - |
| ---- | - | - | - | - | - | - | - | - |
| -    | - | - | - | - | - | - | - | - |

## Administració
| Període   | Identitat           | Partit |
| --------- | ------------------- | ------ |
| 1983-1995 | André Motte         |        |
| 1995-2001 | Paul Bertaux        |        |
| 2001-2007 | Henry Houard        |        |
| 2007-     | Jean Michel Hancart |        |